# Districtul Khok Samrong
Khok Samrong (în thailandeză โคกสำโรง) este un district (Amphoe) din provincia Lopburi, Thailanda, cu o populație de 86.381 de locuitori și o suprafață de 982,5 km².